# Leptacinus intermedius
Leptacinus intermedius är en skalbaggsart som beskrevs av Horace Donisthorpe 1936. Leptacinus intermedius ingår i släktet Leptacinus, och familjen kortvingar. Arten är reproducerande i Sverige.